# Fitting
Een fitting is een middel dat gebruikt wordt om onderdelen aan elkaar te bevestigen. Hoewel de benaming 'fitting' een ruim begrip is, wordt deze term in de praktijk vooral gebruikt voor de hulpstukken waarmee metalen buizen kunnen worden verbonden, of voor het onderdeel van een armatuur waarin de lichtbron wordt bevestigd.

## In leidingen en buizen

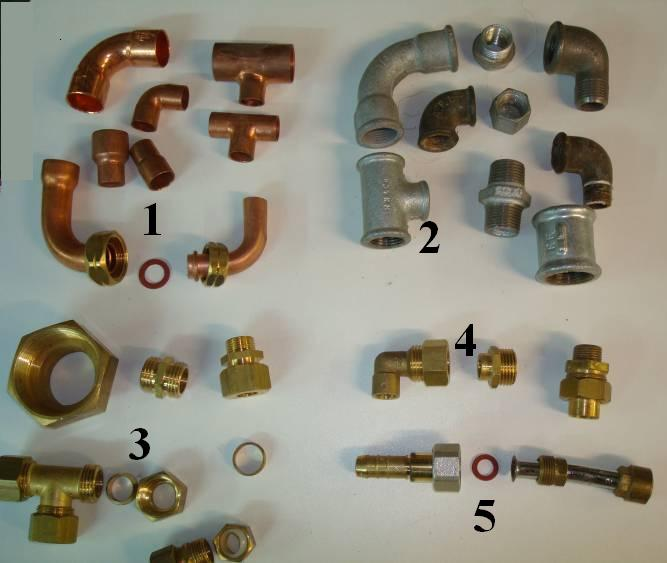
Een groot aantal leidingfittingen

Pijpfittingen zijn de verbindingsstukken waarmee de benodigde leidingen voor onder meer installaties voor water, cv en gas worden samengesteld. Deze fittingen zijn er in veel soorten en maten. Al naargelang de manier van verbinden kan er onderscheid gemaakt worden tussen: draadfittingen, soldeerfittingen, knelfittingen en persfittingen. 
Draadfittingen worden verbonden door middel van in- of uitwendige schroefdraad. Deze fittingen zijn veelal vervaardigd van  temperijzer, en worden onder meer toegepast bij dikwandige stalen pijpen. Soldeerfittingen zijn gemaakt van koper of messing en worden gebruikt voor het verbinden van koperen buis. Messing fittingen bestaan echter ook met schroefverbindingen, met knelverbindingen, en combinaties van deze verbindingen. Verder zijn er fittingen die worden aangebracht door middel van een persverbinding. Bij de montage van deze persfittingen is een speciale perstang vereist.
Het water- of gasdicht verbinden van fittingen vindt bij soldeerfittingen plaats door middel van solderen. Indien er sprake is van een schroefdraadverbinding gebeurt dit met behulp van hennep, teflon tape, of fitterskit. Bij knelfittingen zorgt een knelring voor de afdichting. Persfittingen worden meestal afgedicht door inwendig aangebrachte O-ringen.
Het materiaal waaruit een pijpfitting bestaat moet enige vervormbaarheid bezitten. Fittingen zijn dan ook vaak vervaardigd uit temperijzer, messing of koper. Overigens kunnen niet enkel leidingen, doch ook overige metalen buizen door middel van een fitting met elkaar worden verbonden. Dit komt bijvoorbeeld voor bij een rijwielframe, waarbij zogenaamde lugs  als koppelstuk worden gebruikt.
Een sok of mof is een type fitting zonder schroefdaad gebruikt die wordt bij installaties voor onder andere gas, water en cv om leidingen met elkaar te verbinden. De te verbinden buizen worden in de sok geschoven tot tegen de stootrand die zich in het midden van de sok bevindt. Voor de overgang van een grotere naar een kleinere pijp zijn er de verloopsokken. Sokken zijn inwendig glad, de buizen worden door middel van solderen met elkaar verbonden.

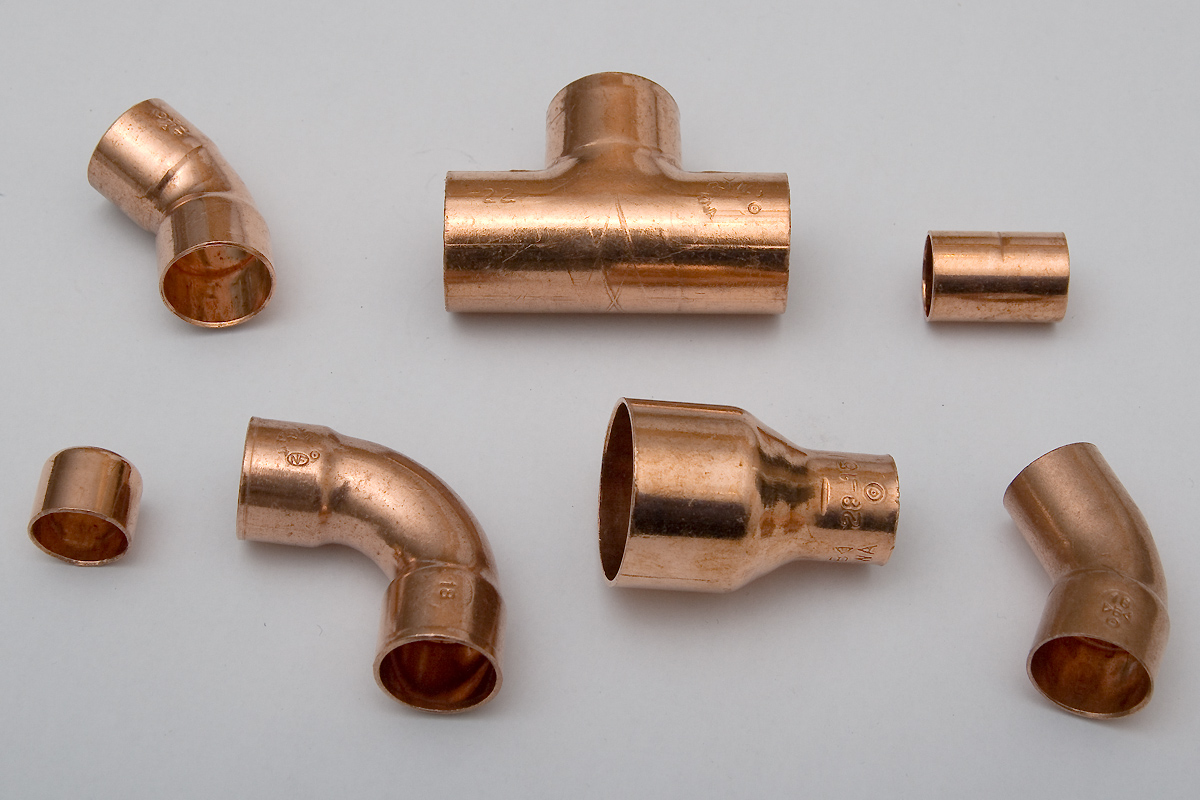
Koperen soldeerfittingen
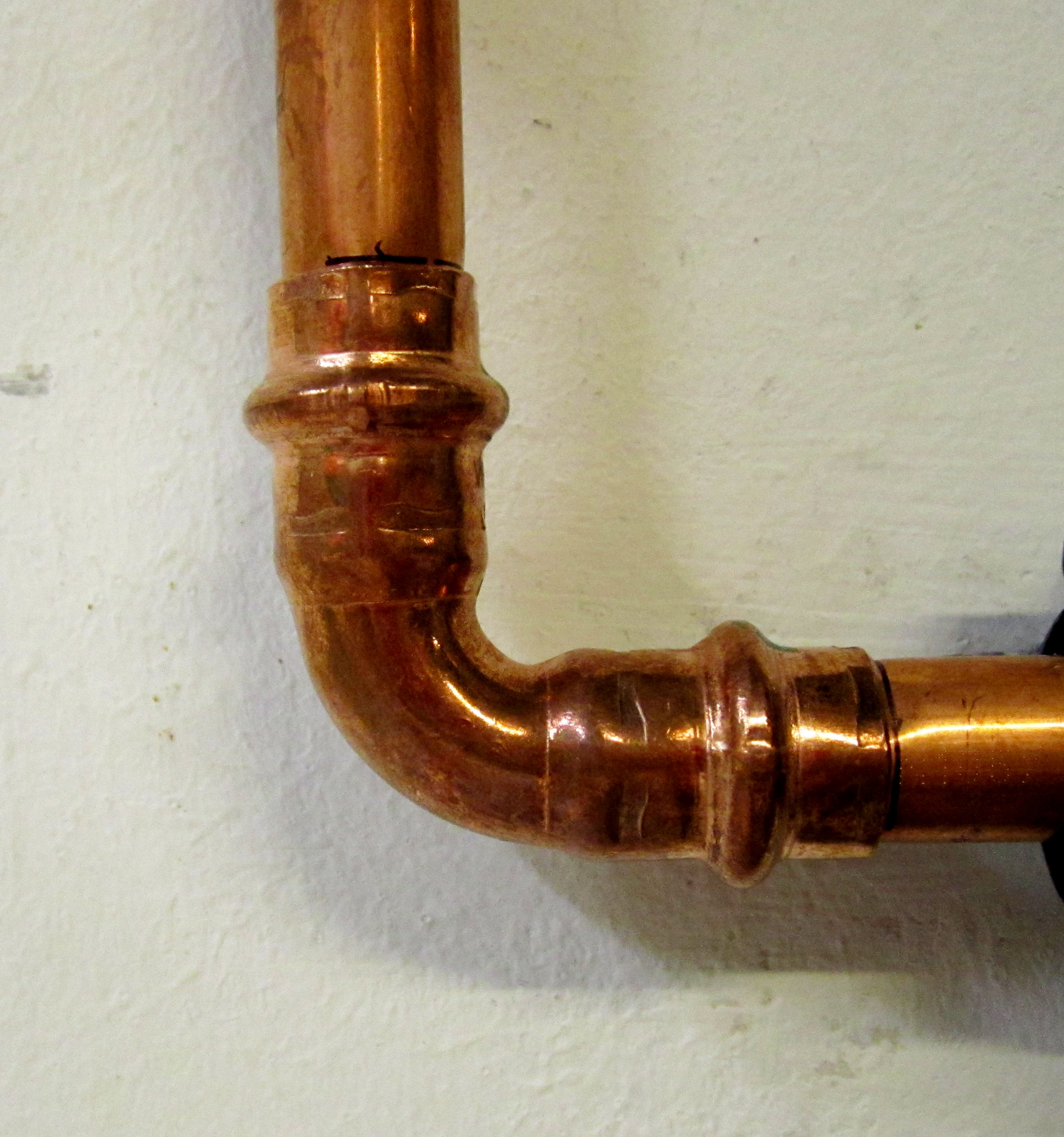
Een koperen leiding verbonden met een persfitting
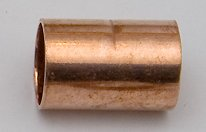
Koperen sok
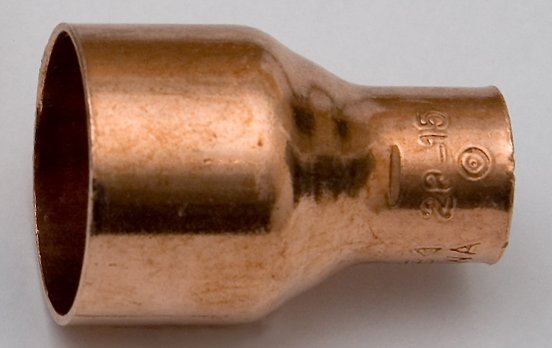
Koperen verloopsok

## In lampen

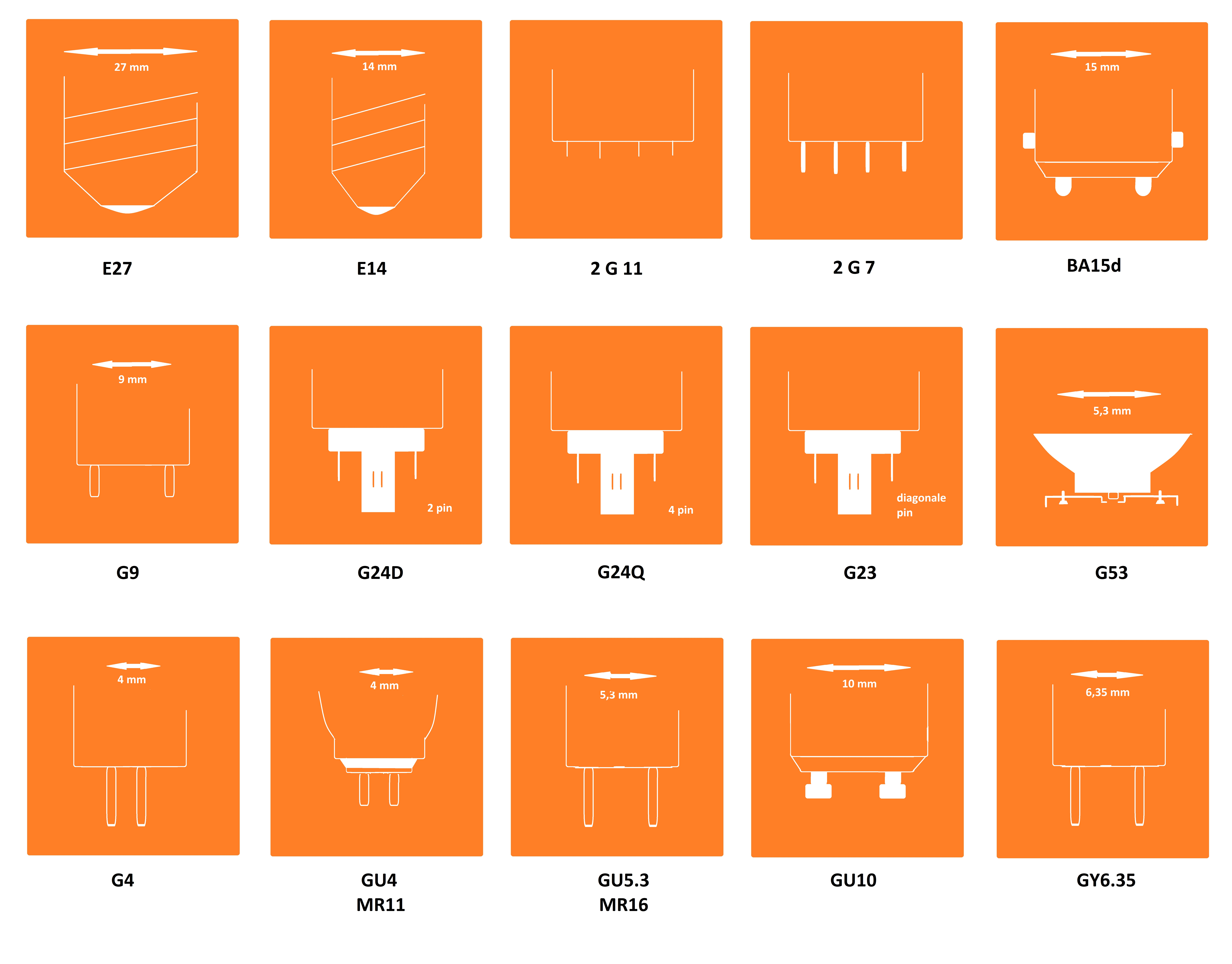
Fittingen lampen

Bij elektrische lampen is de fitting het deel van het armatuur waarin de lichtbron wordt bevestigd. Ook de metalen lamphuls wordt wel fitting genoemd. Veelgebruikt zijn de fittingen met Edison-schroefdraad en die met bajonetsluiting. Er bestaan ook verloopfittingen waarmee een lamp met E14 fitting in een E27 armatuur past, en vele varianten voor verschillende fitting-armatuur combinaties. 
De verhuisfitting is de "hangarmatuur" die slechts bestaat uit het noodzakelijke om een lichtbron aan te sluiten op een lasdoos in het plafond.
| Type         | Maat Ø (mm) | Naam                                 | IEC                  | DIN   |
| ------------ | ----------- | ------------------------------------ | -------------------- | ----- |
| BA9s         | 9           | enkel miniatuurbajonetcontact        | 7004-14              | 49715 |
| B15d         | 15          |                                      | 60061-1 (7004-11)    | 49721 |
| BA15d        | 15          | dubbel Brits miniatuurbajonetcontact | 7004-11 A            | 49720 |
| BA20d        | 20          |                                      | 7004-12              | 49730 |
| B21s-4       |             |                                      |                      |       |
| B22d         | 22          | dubbel Europees bajonetcontact       | 60061-1 (7004-10)    |       |
| B24s-3       |             |                                      |                      |       |
| G9           | 9           | lusfitting halogeen                  |                      |       |
| G4           | 4           | steekfitting halogeen                |                      |       |
| G5           | 16          | T5 tl-fitting                        |                      |       |
| G13          | 25          | T8 tl-fitting                        |                      |       |
| 2GX13        |             | cirkel tl-fitting                    |                      |       |
| R7S          | 87/117      | staaffitting halogeen                |                      |       |
| BY6.35       | 6,35        |                                      |                      |       |
| GU4          | 4           |                                      |                      |       |
| GY4          | 4           |                                      |                      |       |
| GU10         | 10          | schuine G10-fitting                  | 60061-1 (7004-121)   |       |
| GZ10         | 10          | rechte G10-fitting                   | 60061-1 (7004-120)   |       |
| G24D         |             | 2-pin                                | Vinkje               |       |
| G24Q         |             | 4-pin                                | Vinkje               |       |
| G23          |             |                                      | Vinkje               |       |
| G53          | 5,3         |                                      | Vinkje               |       |
| 2G11         |             |                                      | Vinkje               |       |
| 2G7          |             |                                      | Vinkje               |       |
| MR11 (GU4)   | 4           |                                      | Vinkje               |       |
| MR16 (GU5.3) | 5,3         |                                      | Vinkje               |       |
| AR111 (G53)  | 53          |                                      |                      |       |
| E5           | 5           | lilliput Edison-fitting (LES)        | 60061-1 (7004-25)    |       |
| E10          | 10          | miniatuur Edison-fitting (MES)       | 60061-1 (7004-22)    |       |
| E12          | 12          | kandelaar Edison-fitting (CES)       | 60061-1 (7004-28)    |       |
| E14          | 14          | kleine Edison-fitting (SES)          | 60061-1 (7004-23)    | 49615 |
| E17          | 17          | kleine Edison-fitting (SES), 110 V   | 60061-1 (7004-26)    |       |
| E26          | 26          | (medium) Edison-fitting (ES), 110 V  | 60061-1 (7004-21A-2) |       |
| E27          | 27          | (medium) Edison-fitting (ES)         | 60061-1 (7004-21)    | 49620 |
| E40          | 40          | grote Edison-fitting (GES)           | 60061-1 (7004-24)    | 49625 |
| P13,5s       |             | Kraaglampje voor zaklampen           |                      |       |

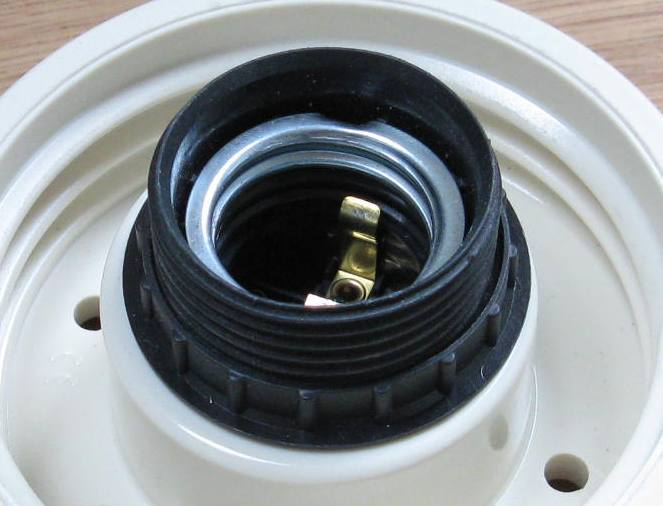
Lampfitting met E27 Edison-schroefdraad
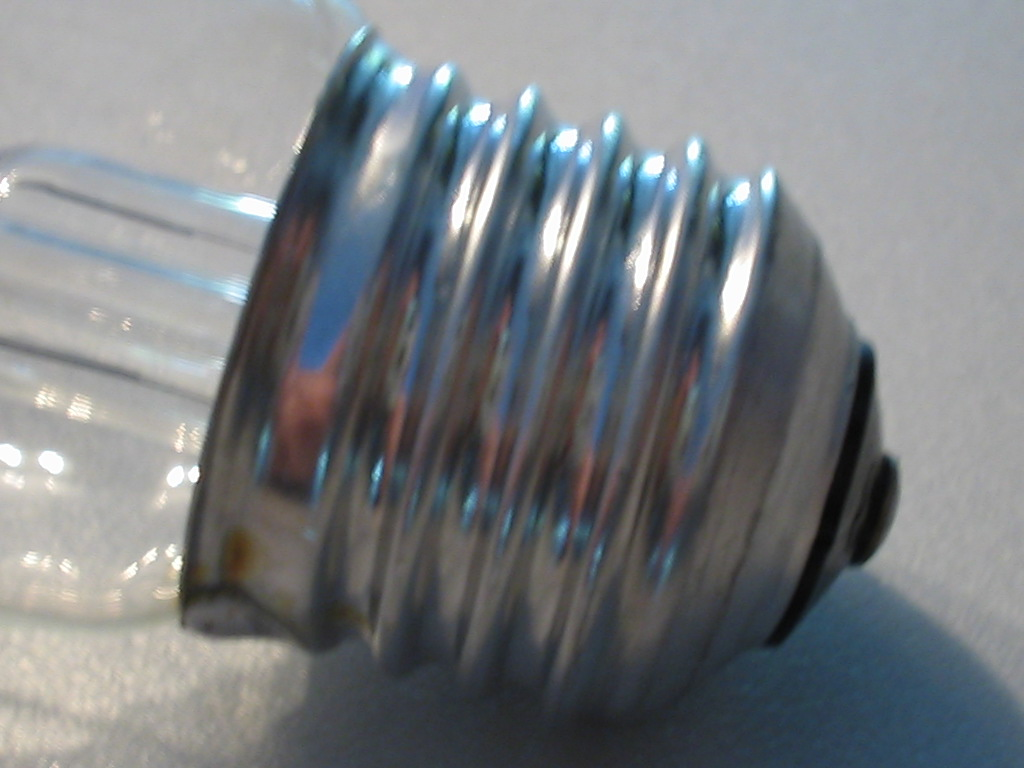
De lamphuls wordt eveneens fitting genoemd